# Naturalizam (filozofija)
Naturalizam (njem. Naturalismus, od franc. naturalisme, prema lat. naturalis: prirodan), filozofska koncepcija po kojoj je priroda osnova i bit svega, jedini pravi realitet i ništa izvan njega ne postoji; ideja ili vjerovanje da na svijetu djeluju jedino prirodni zakoni (fizički zakoni) i sile, nasuprot onim supranaturalnim ili spiritualnim; Pristaše naturalizma (naturalisti) tvrde da prirodni zakoni vladaju i upravljaju strukturom i ponašanjem prirodnog univerzuma i da je promjena univerzuma u svakom trenutku produkt ovih zakona. „Naturalizam se intuitivno može razdijeliti na [metafizičku] i metodološku komponentu.” Metafizički se ovdje odnosi na filozofsko proučavanje prirode realiteta. Neki filozofi izjednačuju naturalizam s materijalizmom. Na primjer, filozof Paul Kurtz tvrdi da se priroda može najbolje opisati u odnosu na materijalne principe. Ovi principi uključuju masu, energiju i ostala fizička i kemijska svojstva prihvaćena od znanstvene zajednice. Nadalje, u ovom smislu naturalizma smatra se da duhovi, božanstva i prikaze nisu realni i da ne postoji nikakva „svrha” u prirodi. Ovakvo apsolutno vjerovanje u naturalizam obično se naziva metafizički naturalizam.
Nasuprot tomu, pretpostavka naturalizma u radnim metodama, bez nužna razmatranja naturalizma kao apsolutne istine s filozofskim povjerbinama, zove se metodološki naturalizam. Predmetna tema ovdje je filozofija stjecanja znanja.
S izuzetkom panteista, koji vjeruju da su Priroda i Bog jedna te ista stvar, teisti dovode u pitanje ideju da priroda sadrži sav realitet. Po nekim teistima, prirodni se zakoni mogu pojmiti i kao tzv. drugi uzroci bog(ov)a.
U 20. stoljeću Willard Van Orman Quine, George Santayana i drugi filozofi raspravljali su o tome da uspjeh naturalizma u znanosti znači da bi se znanstvena metoda morala također rabiti u filozofiji. U skladu s ovim nazorom, kaže se da znanost i filozofija tvore kontinuum.